# Spagna ai Giochi della XVIII Olimpiade
La Spagna partecipò ai Giochi della XVIII Olimpiade, svoltisi a Tokyo dal 10 al 24 ottobre 1964, con una delegazione di 51 atleti impegnati in 9 discipline per un totale di 35 competizioni. Portabandiera alla cerimonia di apertura fu l'hockeista Eduardo Dualde, che aveva fatto parte della squadra vincitrice della medaglia di bronzo a Roma 1960.
Fu la decima partecipazione della Spagna ai Giochi estivi. Non furono conquistate medaglie.